# 15-я танковая дивизия (вермахт)
15-я танковая дивизия (15. Panzer-Division) — тактическое соединение сухопутных войск вооружённых сил нацистской Германии. Принимала участие во Второй мировой войне. Сформирована 1 ноября 1940 года, на основе 33-й пехотной дивизии и 8-го танкового полка.

## Боевой путь дивизии
В апреле 1941 года дивизия направлена в Ливию, в распоряжение Немецкого африканского корпуса. 15-я танковая дивизия участвовала во всех сражениях, которые имели место в Северной Африке, за исключением сражения под Бенгази в апреле 1941 г., так как прибыла чересчур поздно. Таким образом, она принимала участие в боевых операциях под Тобруком в апреле — мае 1941 г. и внесла свой вклад в разгром британских войск летом 1941 г. Она понесла тяжёлые потери во время операции «Крестоносец» (ноябрь — декабрь 1941 г.), её командир генерал-майор Нойманн-Силков тогда умер от ран. После этого дивизия отступила в Ливию, потеряв значительное число танков.
Получив новые танки в январе 1942 г., дивизия участвовала во второй кампании Роммеля в Киренаике и помогла заново захватить Бенгази. Позднее в 1942 году дивизия участвовала в сражениях на линии у Эль-Газалы, взятии Тобрука и вторжении в Египет. В сражении под Эль-Аламейном дивизия была остановлена и почти полностью уничтожена. В ноябре 1942 года, когда Роммель решил отступить, 8-й танковый полк остался без танков, а его командир, полковник Вильгельм Теге, погиб. В 33-м артиллерийском полку оставалось всего 7 орудий. Дивизия отступила через Ливию в Тунис, где она получила новые танки, а также 504-й тяжёлый танковый батальон «тигров», который стал III батальоном 8-го танкового полка. После пополнения дивизия вновь участвовала в наступлении, на этот раз в районе Кассеринского прохода, где нанесла поражение американским войскам. В конце концов дивизия была остановлена и разгромлена во время окончательного развала войск стран Оси в Северной Африке в мае 1943 года.

## Состав дивизии
В 1940 году:
- 8-й танковый полк (Panzer-Regiment 8)
- 15-я моторизованная бригада (Schützen-Brigade 15):
  - 104-й пехотный полк (Schützen-Regiment 104)
  - 115-й пехотный полк (Schützen-Regiment 115)
  - 15-й мотоциклетный батальон (Kradschützen-Bataillon 15)
- 33-й артиллерийский полк
- 33-й самоходный артиллерийский дивизион
- 33-й сапёрный батальон
- 78-й батальон связи
- 33-й интендантский отряд
- 33-й полевой батальон

В 1941 году:
- 8-й танковый полк
  - танковый батальон I (3 танковые роты)
  - танковый батальон II (3 танковые роты)
- 15-я моторизованная бригада
  - 104-й моторизованный полк (в сентябре 1941 г. передан в 21-ю танковую дивизию)
  - 115-й стрелковый полк
  - 2-й пулемётный батальон (передан в 21-ю танковую дивизию)
  - 15-й мотоциклетный батальон
- 33-й артиллерийский полк
  - артиллерийский дивизион I
  - артиллерийский дивизион II
  - артиллерийский дивизион III
- 33-й противотанковый артиллерийский дивизион
- 33-й разведывательный батальон
- 33-й сапёрный батальон
- 33-й батальон связи (март 1941)
- 33-й полевой запасной батальон

Дивизионные части обеспечения:
- 33-й батальон снабжения
  - 33-я колонна снабжения
  - 33-я самоходная колонна снабжения запасными частями
  - 581-я фильтровальная колонна
  - 33-я авторемонтная рота
  - 33-я рота снабжения
  - 33-я санитарная рота
  - 33-й полевой госпиталь
  - 33-й взвод санитарных автомобилей
  - 33-я хлебопекарная рота
  - 33-я скотобойная рота
  - 33-е дивизионное управление продовольственного снабжения
  - 33-е отделение полевой жандармерии
  - 33-е полевое почтовое управление

В сентябре 1941 года 104-й моторизованный полк был передан 5-й лёгкой дивизии, позже переименованной в 21-ю танковую дивизию. Позже 15-й мотоциклетный батальон был также передан 21-й танковой дивизии и стал III батальоном 104-го моторизованного полка. K апрелю 1942 г. 115-й полк и 2-й пулемётный батальон были сведены в 115-й моторизованный полк. К дивизии был присоединён 200-й лёгкий пехотный (позже — моторизованный) полк.
В апреле 1942 года:
- Штаб дивизии
  - 33-е дивизионное топографическое отделение
  - взвод мотоциклистов-связных
- 8-й танковый полк
  - танковый батальон I (4 танковые роты)
  - танковый батальон II (4 танковые роты)
- 15-я моторизованная стрелковая бригада
  - 115-й полк
  - 200-й полк
- 33-й артиллерийский полк
  - артиллерийский дивизион I
  - артиллерийский дивизион II
- 33-й противотанковый артиллерийский дивизион
- 33-й разведывательный батальон
- 33-й сапёрный батальон
- 78-й батальон связи
- 33-й полевой запасной батальон
- 78-й самоходный дивизионный отряд снабжения

В апреле 1942 года 8-й танковый полк имел в своём составе два танковых батальона по четыре роты (три лёгкие роты и одна рота средних танков). Всего на его вооружении находилось 108 танков: PzKpfw IV — 22, PzKpfw III — 53, Pz.Kpfw II — 29, Pz Bef — 4.
В 1943 году:
- 8-й танковый полк
- 155-й механизированный полк (Panzer-Grenadier-Regiment 155)
- 33-й артиллерийский полк (Panzer-Artillerie-Regiment 33)
- 33-й разведывательный батальон
- 33-й противотанковый артиллерийский дивизион (Panzerjäger-Abteilung 33)
- 33-й сапёрный батальон (Panzer-Pionier-Bataillon 33)
- 78-й батальон связи
- 33-й резервный батальон (Feldersatz-Bataillon 33)
- войска снабжения (Panzer-Versorgungstruppen 33)

## Командиры дивизии
- С 1 ноября 1940 — генерал-майор Фридрих Кюн
- С 22 марта 1941 — генерал-майор Хайнрих фон Притвиц унд Гаффрон (погиб в бою)
- С 13 апреля 1941 — генерал-майор Ханс-Карл фрайхерр фон Эзебек (тяжело ранен)
- С 13 мая 1941 — полковник Максимилиан фон Херфф
- С 16 июня 1941 — генерал-майор Вальтер Нойман-Зилков (тяжело ранен, умер в госпитале)
- С 9 декабря 1941 — генерал-майор Густав фон Ферст (ранен)
- С 26 мая 1942 — полковник Эдуард Краземан
- С 15 июля 1942 — генерал-майор Хайнц фон Рандов
- С 25 августа 1942 — генерал-лейтенант Густав фон Ферст
- С 11 ноября 1942 — генерал-лейтенант Виллибальд Боровиц

## Личные награды
За время участия 15-й танковой дивизии в сражениях в Северной Африке 19 человек из её личного состава были удостоены Рыцарских Крестов, 4 — «Дубовых Листьев».

### Рыцарский Крест Железного креста (19)
- Густав-Георг Кнабе, 1.06.1941 — оберстлейтенант, командир 15-го мотоциклетного батальона
- Максимилиан фон Херфф, 13.06.1941 — полковник, командир боевой группы «фон Херфф» (115-й стрелковый полк)
- Ганс Крамер, 27.06.1941 — оберстлейтенант, командир 8-го танкового полка
- Эберхард Цан, 30.06.1941 — лейтенант резерва, командир взвода 2-й батареи 33-го противотанкового артиллерийского дивизиона
- Вильгельм Бах, 9.07.1941 — капитан резерва, командир 1-го батальона 104-го стрелкового полка
- Йоханнес Кюммель, 9.07.1941 — обер-лейтенант, командир 1-й роты 8-го танкового полка
- Курт Эле, 27.07.1941 — капитан резерва, командир 1-й роты 15-го мотоциклетного батальона
- Эдуард Краземанн, 26.12.1941 — оберстлейтенант, командир 33-го артиллерийского полка
- Эрвин Менни, 26.12.1941 — полковник, командир 15-й стрелковой бригады
- Гюнтер Фенски, 31.12.1941 — майор, командир 1-го батальона 8-го танкового полка
- Вольфганг Валь, 6.01.1942 — капитан, командир 2-го батальона 8-го танкового полка
- Рудольф Штрукманн, 21.01.1942 — обер-лейтенант, адъютант штаба 115-го стрелкового полка
- Эрнст-Гюнтер Бааде, 27.06.1942 — полковник, командир 115-го стрелкового полка
- Вилли Роволь, 12.07.1942 — обер-фельдфебель, командир взвода 2-й роты 115-го стрелкового полка
- Отто Штифельмайер, 12.07.1942 — обер-лейтенант, командир 1-й роты 8-го танкового полка
- Роланд фон Хёсслин, 23.07.1942 — капитан, командир 33-го танкового разведывательного батальона
- Генрих Гауптманн, 20.11.1942 — капитан, командир 3-го батальона 115-го моторизованного полка
- Макс Кайль, 20.04.1943 — обер-лейтенант, заместитель командира 1-й роты 8-го танкового полка
- Детлеф Линау, 9.05.1943 — капитан, командир 33-го танкового разведывательного батальона

### Рыцарский Крест Железного креста с Дубовыми листьями (4)
- Йоханнес Кюммель (№ 133), 11.10.1942 — капитан, командир 1-го батальона 8-го танкового полка
- Эберхард Цан (№ 204), 6.03.1943 — капитан резерва, командир 2-й батареи 33-го противотанкового артиллерийского дивизиона
- Виллибальд Боровиц (№ 235), 10.05.1943 — генерал-майор, командир 15-й танковой дивизии
- Ганс-Гюнтер Штоттен (№ 236), 10.05.1943 — капитан, командир 1-го батальона 8-го танкового полка